# Óblast de Leningrado
Leningrado (en ruso: Ленингрáдская о́бласть) es uno de los cuarenta y siete óblast que, junto con las veintidós repúblicas, nueve krais, cuatro distritos autónomos y tres ciudades federales, conforman los ochenta y cinco sujetos federales de Rusia. Desde el 2023 su capital es la ciudad de Gátchina. Está ubicado en el distrito Noroeste, limitando al norte con el golfo de Finlandia y Finlandia, al este con Carelia, al sur con Vólogda y Nóvgorod y al oeste con Pskov y Estonia; además incluye a San Petersburgo.

## Historia
En el Imperio ruso a una parte del actual territorio de este óblast se le llamaba Gobernatura general de San Petersburgo o Gobernatura general de Ingermanland. En la actualidad, el óblast —con una población de 1 669 205 habitantes en 2002— conserva el nombre de Leningrado.
Sería nombrado así tras la Revolución rusa en honor de Vladímir Lenin. Contiene a la ciudad de San Petersburgo, llamada también Leningrado en tiempo de la Revolución y la URSS (1924-1991), pero las dos entidades tienen administraciones diferentes.

## Geografía
La región limita con Finlandia por el noroeste, Estonia por el oeste y también con cinco territorios federales rusos: la República de Karelia en el noreste, el óblast de Vologda por el este, el óblast de Novgorod por el sur, el óblast de Pskov por el suroeste y la ciudad federal de San Petersburgo al oeste.

### Huso horario
Está ubicado en la Hora de Moscú (MSK/MSD). UTC +0300 (MSK)/+0400 (MSD).

## Divisiones administrativas

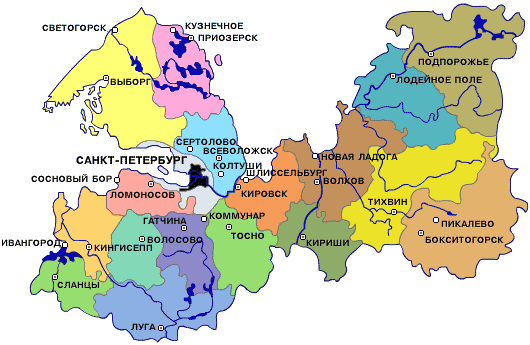
Subdivisión administrativa del óblast.

## Regiones hermanadas
El óblast de Leningrado está hermanado con las siguientes regiones:
- Municipio de Aarhus, Dinamarca
- Chungcheong del Sur, Corea del Sur
- Prefectura de Kioto, Japón
- Lombardía, Italia
- Voivodato de Baja Silesia, Polonia
- Nordland, Noruega (desde 1987).
- Córdoba, Argentina (desde 1997)
- Tarragona, España (desde 2016)